# 克萊奧·史密斯失蹤案
克萊奧·史密斯失蹤案（英語：Disapperance of Cleo Smith），是指於2021年10月16日，四歲的澳大利亞女孩克萊奧·史密斯在西澳大利亞州加斯科内的一個露營地失蹤案。警方稱，她被一名來自加拿分的36歲男子綁架。11月3日，在該男子的家被員警突擊搜查后，她被發現還活著。當局稱她經過十八天后仍然安全的情況極其罕見，事件得到了澳大利亞和國際上廣泛的新聞報導和社交媒體反應。